# (120040) Pagliarini
(120040) Pagliarini – planetoida z pasa głównego asteroid okrążająca Słońce w ciągu 4 lat i 37 dni w średniej odległości 2,56 j.a. Została odkryta 24 stycznia 2003 roku w Obserwatorium La Silla przez Andrea Boattiniego i Hansa Scholla. Nazwa planetoidy pochodzi od Silvano Pagliariniego (ur. 1950), budowniczego amatorskiego obserwatorium "Padre Angelo Secchi" w Castelnovo Sotto w 1978 roku a także współzałożyciela w 1980 roku firmy Associazione di Astronomia Reggiana zajmującego się nauczaniem astronomii w szkołach podstawowych i średnich w prowincji Reggio Emilia. Przed nadaniem nazwy planetoida nosiła oznaczenie tymczasowe (120040) 2003 BF5.